# Peter Aust (Fußballspieler)
Peter Aust (* 2. Mai 1943; † 16. Oktober 2021) war ein österreichischer Fußballspieler auf der Position eines Stürmers.

## Karriere
Aust begann seine Laufbahn 1960 beim First Vienna FC, mit dem er gleich in seiner ersten Saison 1960/61 österreichischer Vizemeister wurde und ebenso das Pokalfinale erreichte. Bei der 1:3-Finalniederlage gegen den Stadtrivalen SK Rapid Wien war ihm der vorübergehende Ausgleich zum 1:1 gelungen. Aust konnte sich bei der Vienna jedoch nie zum Stammspieler entwickeln und wechselte daher 1964 zum 1. Wiener Neustädter SC, bei dem er es jedoch ebenfalls nur zu fünf Einsätzen (ohne Torerfolg) brachte.
Die Saison 1965/66 verbrachte Aust ohne Einsätze zu bekommen beim deutschen Bundesligisten VfB Stuttgart und die Saison 1967/68 beim zu jener Zeit in der damals zweitklassigen
Fußball-Regionalliga Südwest spielenden 1. FC Saarbrücken, für den er in 26 Spielen zum Einsatz kam und 5 Tore erzielte.
1968 kehrte Aust nach Österreich zurück und verbrachte eine Saison beim FC Wacker Innsbruck, bei dem er sich zunächst in die Stammformation spielte, dann aber wegen Disziplinlosigkeit aus der Mannschaft verbannt wurde.
1969 wechselte Aust zum mexikanischen Erstligisten Deportivo Toluca, für den er fünf Treffer in der Erstliga-Saison 1969/70 erzielte.

## Erfolge
- Österreichischer Vizemeister: 1961
- Österreichischer Cupfinalist: 1961